# Córdoba Club de Fútbol (femenino)
El Córdoba CF Femenino es la sección de fútbol femenino del Córdoba CF. En la actualidad el equipo disputa la Segunda Federación Femenina de España.

## Historia
El Córdoba CF tuvo en el pasado secciones en otras disciplinas deportivas como el fútbol femenino, con equipo entre 2009 y 2012.
En el 2018 se absorbió al AD Naranjo Femenino por lo que sus siete categorías, incluyendo al equipo que militaba en la Segunda División de Fútbol Femenino, pasaron a integrar al Córdoba CF Femenino.